# Iisaku
Iisaku (in tedesco Isaakshof) era un comune rurale dell'Estonia nord-orientale, nella contea di Ida-Virumaa. Il centro amministrativo del comune era l'omonimo borgo (in estone alevik).
Nel 2017 il comune si è fuso con Alajõe, Illuka, Mäetaguse e Tudulinna nel nuovo comune di Alutaguse.

## Località
Oltre al capoluogo, il comune comprende 17 località (in estone küla):
- Alliku
- Imatu
- Jõuga
- Kasevälja
- Kauksi
- Koldamäe
- Kuru
- Lipniku
- Lõpe
- Pootsiku
- Sõrumäe
- Sälliku
- Taga-Roostoja
- Tammetaguse
- Tärivere
- Vaikla
- Varesmetsa